# Anelosimus puravida
Anelosimus puravida är en spindelart som beskrevs av Ingi Agnarsson 2006. Anelosimus puravida ingår i släktet Anelosimus och familjen klotspindlar. Inga underarter finns listade i Catalogue of Life.